# Menandar Protektor
Menandar Protektor (6. vek, Carigrad) je bio vizantijski istoričar.
Menandar je rođen sredinom 6. veka u Carigradu. Studirao je pravo, pa napustio studije i posvetio se nešto slobodnijem životu. Preokret je učinio kada je za vizantijskog cara izabran Mavrikije (582-602), inače poznat kao mecena, pokrovitelj i ljubitelj nauke i umetnosti. Menandar je postao član careve straže (protektor, odakle mu i nadimak). Tako je materijalno osiguran mogao da se posveti pisanju. Njegov uzor bio je Agatija. On nastavlja njegov rad i opisuje događaje od 558. do 582. godine. Od njegovog dela, Hronike, su očuvani samo fragmenti. Uprkos tome mesto i uloga njegovog rada su izuzetno značajni, jer mnogi kasniji vizantijski pisci su ga preuzimali zbog davanja iscrpnih i pouzdanih podataka.

## Spoljašnje veze
- Istorijska biblioteka: Menandar Protektor